# Михэйлеску, Сорин
Сорин Михэйлеску (рум. Sorin Mihăilescu; 1898 — 1959) — румынский регбист, столб. Бронзовый призёр летних Олимпийских игр 1924 года.

## Биография
Сорин Михэйлеску родился в 1898 году.
До 1920 года во время учёбы во Франции играл в регби за «Нанси». Впоследствии выступал за «Спортул Студенцеск» из Бухареста на позиции столба.
В 1919 году играл за сборную Румынии в матче с Францией (5:48) на Межсоюзнических играх в Париже, где румыны стали третьими.
В 1924 году вошёл в состав сборной Румынии по регби на летних Олимпийских играх в Париже и завоевал бронзовую медаль. Играл на позиции столба, провёл 2 матча, очков не набирал.
В 1927 году сыграл за сборную Румынии в матче против Франции.
Умер в 1959 году.

## Память
6 июня 2012 года в составе сборной Румынии, завоевавшей бронзу летних Олимпийских игр 1924 года, введён в Зал славы регби.